# Петерсон Григорій Павлович
Григо́рій Па́влович Пе́терсон (рос. Григорий Павлович Петерсон; нар. 18 лютого 1839, Пенза — пом. 2 січня 1909, Саранськ) — мордовський архівіст, один із зачинателів краєзнавства у мордовському регіоні, член Пензенської, Тамбовської наукових архівних комісій.

## Життєпис
Закінчив Санкт— Петербурзьку медико—хірургічну академію, служив у армійських лікарнях. Учасник російсько—турецької війни 1877 — 1878, нагороджений медаллю.
З кінця 70—х рр. XIX століття — лікар у Керенську, Канську, Інсарі, Саранську. На початку XX століття керував архівом Саранського поліцейського управління.

## Наукова та дослідна діяльність
Видав збірки документів про інсарських воєвод, про будівництво церков в Інсарі. Ввів до наукового обігу документи про «Кубанський погром» 1717, а саме листування ландрата Л. Ф. Арістова про оборону Саранська.
Спробував узагальнити дані про пам'ятки матеріальної культури на території пензенського краю. Першим звернувся до аналізу розвитку історико—краєзнавчої науки, виділяючи в ній найвидатніших дослідників.
Однак пріоритетною для Петерсона була історія XVIII століття. Він досліджував у мордовських землях виконання юридичних актів та норм про рекрутчину. Автор праць з генеології, у яких дійшов висновку про поліетнічний характер дворянства мордовського краю.
Низку досліджень присвятив історії виникнення й розвитку монастирів на території Мордовії. Нагороджено орденом Св. Володимира 4—го ступеня, срібною медаллю в пам'ять про царювання Олександра ІІІ.

## Праці
- Право хозяина // Русская старина.— 1907.— № 6
- Странички старины.— Саранск, 1993.